# Vrbovka chlupatá

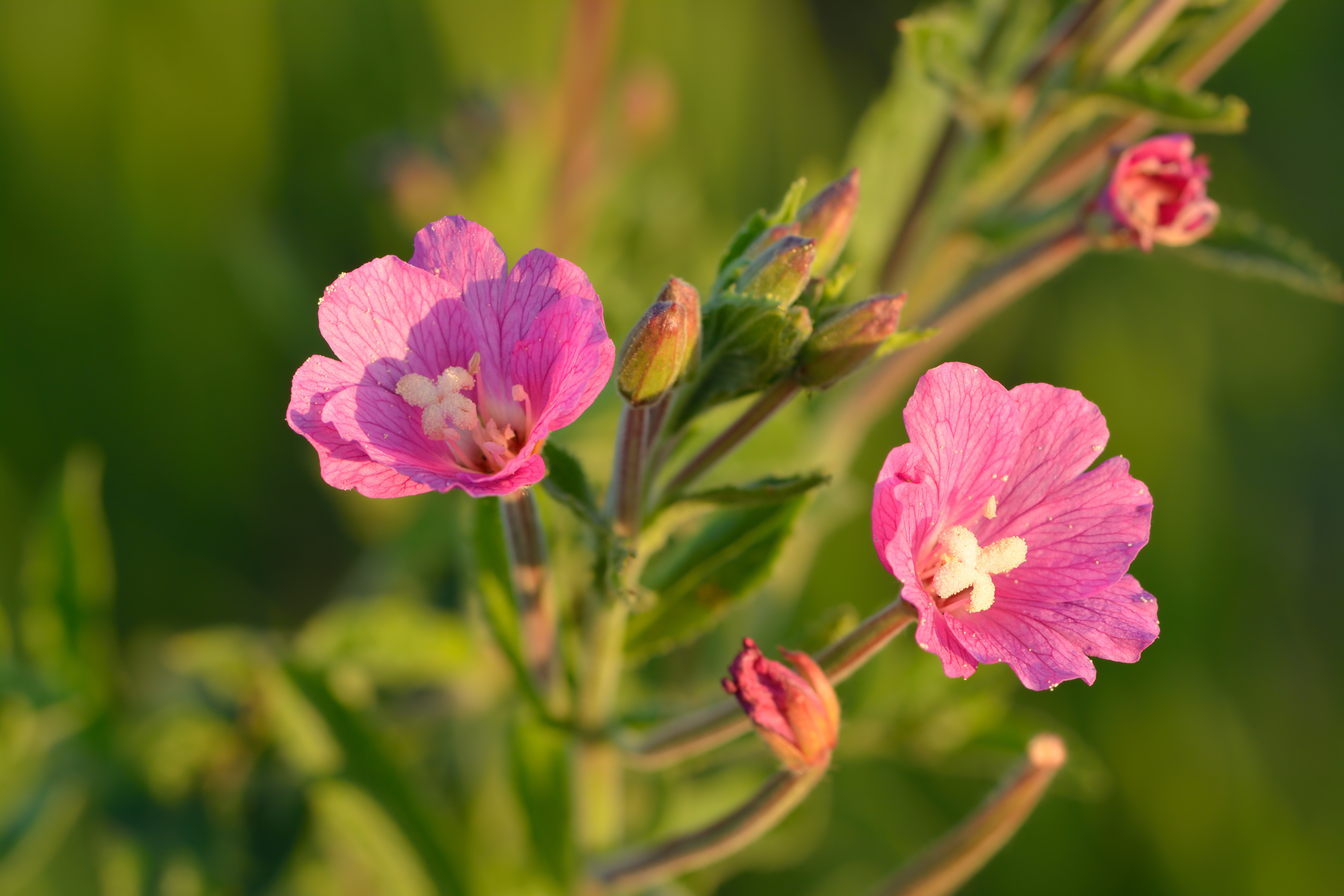

Vrbovka chlupatá (Epilobium hirsutum), někdy též vrbovka huňatá, je rostlina z čeledi pupalkovitých.

## Popis
Jedná se o vytrvalou rostlinu dosahující výšky nejčastěji 50–150 cm. Oddenky jsou celkem dlouhé, z nich už za květu vyhánějí výběžky, později ukončené růžicemi listů. Lodyha je přímá, tuhá, v horní části větvená, odstále chlupatá, chlupy jsou nežláznaté, cca 1–2 mm dlouhé, mezi nimi jsou ovšem i odstálé žláznaté chlupy, které jsou trochu kratší. Listy jsou vstřícné, jen nejhořejší střídavé, přisedlé, ale objímavé a hlavně listy ve střední části lohyhy i zřetelně sbíhavé. Čepele jsou nejčastěji podlouhle až vejčitě kopinaté, asi 5–12 cm dlouhé a 1–3,5 cm široké, chlupaté, na okraji hustě pilovitě zoubkaté. Květy jsou uspořádány v květenstvích, vrcholových hroznech a vyrůstají z paždí listenu. Květy jsou čtyřčetné, kališní lístky jsou 4, nejčastěji 7–9 mm dlouhé. Korunní lístky jsou taky 4, jsou nejčastěji 10–20 mm dlouhé, na vrcholu mělce vykrojené, světle až tmavě purpurově nachové. Ve střední Evropě kvete nejčastěji v červnu až v září. Tyčinek je 8 ve 2 kruzích. Semeník se skládá ze 4 plodolistů, je spodní, čnělka je přímá, blizna je čtyřlaločná. Plodem je dlouhá tobolka, je přitisle pýřitá, v obrysu čárkovitého tvaru, čtyřhranná a čtyřpouzdrá, otvírá se 4 chlopněmi, obsahuje mnoho semen. Tobolky jsou odstále chlupaté a většinou i žláznaté. Semena jsou cca 1–1,3 mm dlouhá, na vrcholu s chmýrem a osemení je hustě papilnaté. Počet chromozómů je 2n=36.

## Rozšíření ve světě
Vrbovka chlupatá roste v téměř celé Evropě, včetně Britských ostrovů, na sever po jižní Skandinávii a zhruba po 60. rovnoběžku i v evropské části Ruska. Přesahuje i do severní Afriky, dále eroste v Malé Asii a na Kavkaze, ostrůvkovitě se vyskytuje i v Asii až někam po Himálaj, další enklávy jsou také v Číně a Japonsku. Byla zavlečena do jižní a centrální Afriky a Severní Ameriky.

## Rozšíření v Česku
V ČR se vyskytuje celkem běžně od nížin do podhůří. Vyhledává vlhká až podmáčená stanoviště, jako břehy vod, luční příkopy, rákosiny a porosty vysokých ostřic, bahnitá dna letněných rybníků aj.